# 锡古多萨
锡古多萨（西班牙語：Cigudosa）是西班牙卡斯蒂利亚-莱昂索里亚省的一个市镇。总面积21平方公里，总人口61人（2001年），人口密度3人/平方公里。